# Quenstedtiidae
Quenstedtiidae zijn een uitgestorven familie van tweekleppigen uit de orde Cardiida.